# Gumy naturalne

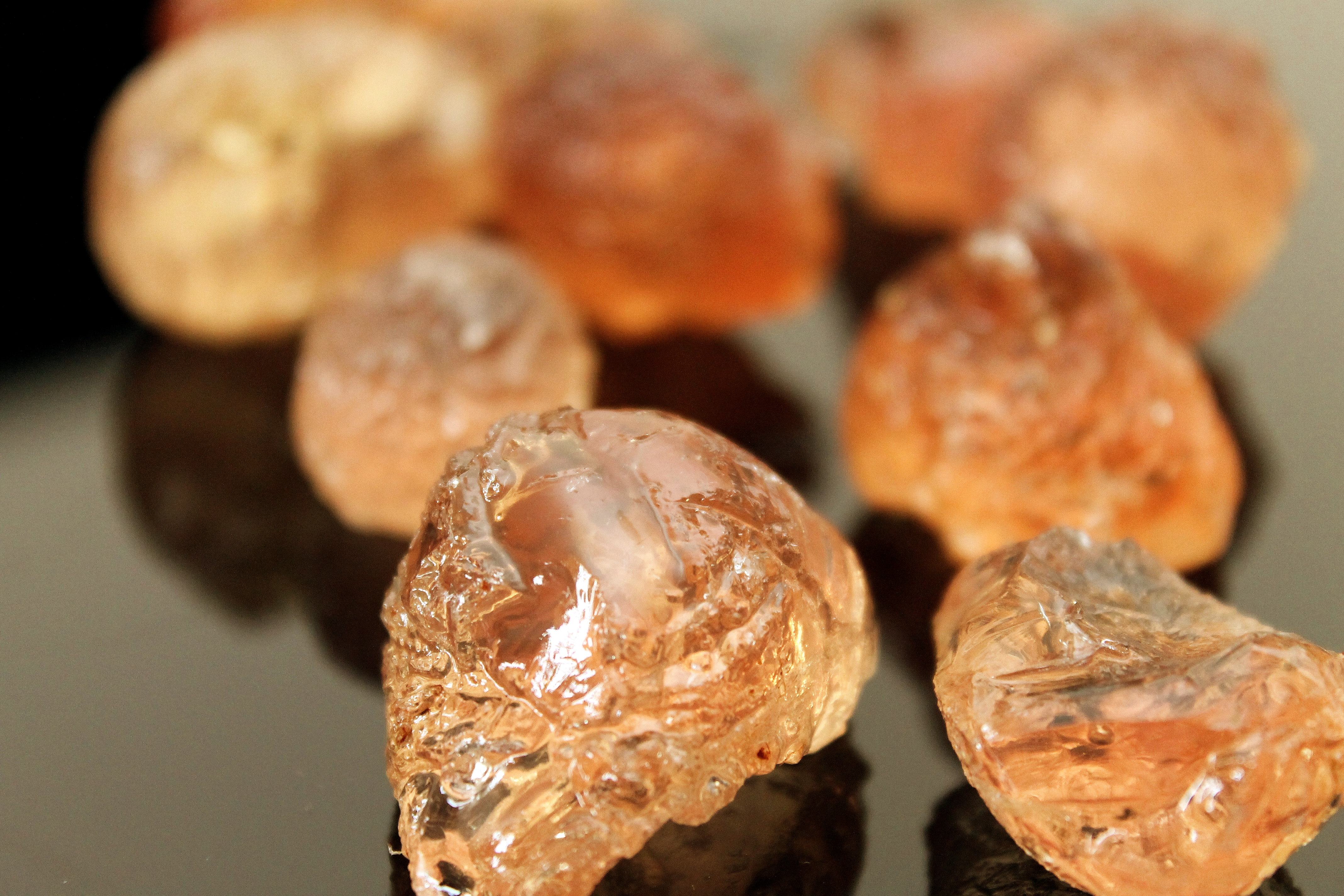
Guma arabska jest wydzielana przez zranione pnie i gałęzie roślin z rodzaju akacja Acacia.

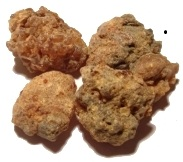
Mirra składa się z rozpuszczalnej w wodzie gumy naturalnej, rozpuszczalnej w alkoholach żywicy oraz olejków eterycznych.

Gumy naturalne – bardzo lepkie, zestalające się na powietrzu substancje wytwarzane przez rośliny wyższe, glony oraz bakterie. Głównym składnikiem gum naturalnych są substancje o charakterze polisacharydów innych niż skrobia. Szczegóły składu różnią się w zależności od organizmu, z którego pochodzi substancja, warunków w jakich wzrastał, jego wieku oraz metody pozyskiwania. Zbliżone są pod względem składu chemicznego do śluzu roślinnego. Wydzieliny roślinne stanowiące mieszaniny gum i żywic nazywane są żywicami gumowymi.

## Powstawanie i wykorzystanie
Gumy naturalne u roślin wyższych są efektem zranienia tkanki. Proces ten nazywany jest gumozą. Początkowo przy udziale enzymów hydrolitycznych rozpuszczeniu ulegają zewnętrzne warstwy ścian komórkowych. Z czasem cała zawartość komórek ulega upłynnieniu oraz ulega dalszym nie w pełni poznanym przemianom. U niektórych taksonów zdolność do wytwarzania gum jest cechą stałą, a po zranieniu przebiega jedynie bardziej intensywnie. Jest tak u roślin bobowatych Papilionaceae i różowatych Rosaceae. Celowe zranienie pozwala uzyskiwać z wielu gatunków roślin nasiennych, a także z samych nasion substancje znajdujące szerokie zastosowanie komercyjne. Gumy naturalne są składnikiem środków zagęszczających, stabilizatorów, emulgatorów, środków spieniających oraz dodatkiem kształtującym strukturę leków.